# Ngadirejo (Sukapura)
Ngadirejo is een bestuurslaag in het regentschap Probolinggo van de provincie Oost-Java, Indonesië. Ngadirejo telt 1480 inwoners (volkstelling 2010).